# Челядник, Дмитрий
Дмитрий Челядник (рум. Dumitru Celeadnic; род. 23 апреля 1992, Кагул, Кагульский район) — молдавский футболист, вратарь казахстанского клуба «Ордабасы» и сборной Молдовы.

## Карьера

### Клубная
В 2013 перешёл в «Сперанцу» (Крихана Веке) из второй команды «Дачии». После в 2014 году обратно вернулся в «Дачию».
В 2015 году был отдан в аренду «Динамо-Авто».
В 2017 году перешёл в хынчешский «Петрокуб». В составе которого дважды становился бронзовым призёром чемпионата Молдовы.
В январе 2019 года перешёл в тираспольский «Шериф». В 2021 году стал первым молдавским игроком который сыграл в Лиги Чемпионов, это случилось в матче против «Интера».
12 июня 2023 года, после 4-х лет проведенных в «Шерифе», покинул клуб.

### Сборная
Челядник дебютировал в сборной Молдовы в матче против сборной Казахстана в феврале 2019 года.

## Достижения
Согласно:
«Шериф»
- Чемпионат Молдовы
  - Чемпион Молдовы (4): 2019, 2020/21, 2021/22, 2022/23
- Кубок Молдовы
  - Чемпион (3): 2018/19, 2021/22, 2022/23
  - Финалист (1): 2020/21
- Суперкубок Молдовы
  - Финалист (2): 2019, 2022

«Дачия»
- Кубок Молдовы
  - Финалист (1): 2014/15